# Aeroporto de Kagoshima
O Aeroporto de Kagoshima (鹿児島空港, Kagoshima Kūkō) (IATA: KOJ, ICAO: RJFK) é um aeroporto localizado em Kirishima, prefeitura de Kagoshima, Japão, distante cerca de 29.6 km (18.4 milhas) na direção nordeste da estação de Kagoshima-Chūō na cidade de Kagoshima. É o segundo aeroporto mais concorrido de Kyushu, estando após o aeroporto de Fukuoka.
A Japan Air Commuter, uma filial regional da Japan Airlines, tem sua sede no aeroporto.

## História
O aeroporto foi inaugurado em 1972, substituindo um antigo campo de aviação da Armada Imperial Japonesa na área de Kamoike, perto do centro da cidade, que tinha servido como o principal aeroporto da cidade desde 1957.
O lugar do antigo aeroporto foi re-desenvolvido como uma "nova cidade" com edifícios de escritórios e projetos de moradias de alta densidade, onde atualmente se encontra o escritório governamental da Prefeitura de Kagoshima, entre outros edifícios.
A pista do aeroporto tinha um comprimento inicial de 2.500 m, que se ampliou a 3.000 m em 1980. Um terminal internacional abriu-se em 1982 e um terminal de carga abriu-se em 1987. Atualmente conserva-se a pista de 3,000 metros de comprimento e 45 m de largura com uma rua de rodagem paralela e 7 perpendiculares. O edifício terminal conta com nove portas, oito delas com pontos de contato ainda que só um ponto de contato é usado para voos internacionais, ANA e JAL contam com salões dentro do terminal.
As companhias Air Niugini, Cathay Pacific Airways, Chinesa Airlines e Nauru Airlines prestaram serviços internacionais ao aeroporto de Kagoshima da década de 1970 até a década de 1980, e JAL operou uma rota a Singapura com escalas em Hong Kong e Bangkok durante a década de 1980. O Aeroporto de Kagoshima serviu como destino do último voo programado do NAMC YS-11 em 2006.